# Helsingborgs lasarett

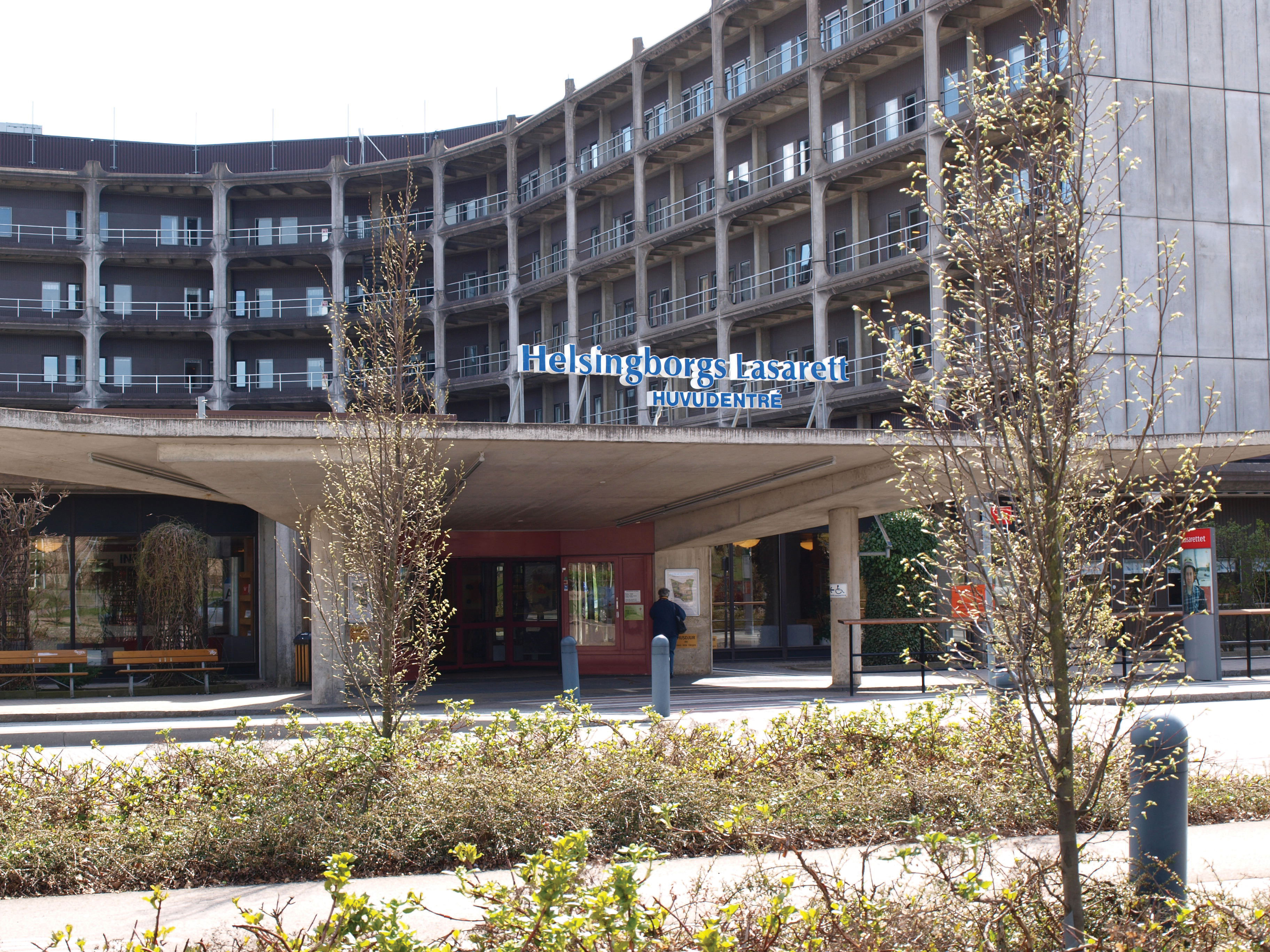
Huvudentré Helsingborgs lasarett.

Helsingborgs lasarett är ett av Region Skånes fyra specialiserade akutsjukhus och är beläget vid Bergaliden i Helsingborg.

## Verksamhet
Helsingborgs lasarett är ett av fyra specialiserade akutsjukhus som drivs av Region Skåne. En av dess uppgifter är att tillhandahålla kvalificerad akutsjukvård under alla dygnets timmar. Upptagningsområdet uppgår i princip till hela nordvästra Skåne, medan patienter från Landskrona delas upp mellan Skånes universitetssjukhus i Lund och Helsingborg. Sjukhusets verksamhet är indelad på åtta områden: akutsjukvård, barn- familj- och kvinnosjukvård, diagnostik, huvud- hals- och hudsjukvård, internmedicin, planerade operationer, psykiatri, samt support, som är sjukhuset administrativa avdelning. Lasarettet ingår i nätverket "Hälsofrämjande sjukhus". Från och med vårterminen 2012 kommer Helsingborgs lasarett fungera som undervisningssjukhus för en del av de studerande vid läkarprogrammet på Lunds universitet.

### I siffror
| Anställda:                  | 2 750   |
| Vårdplatser:                | 400     |
| Läkarbersök:                | 170 000 |
| Besök hos andra vårdgivare: | 156 000 |
| Förlossningar:              | 3 274   |
| Talen gäller för 2009       |         |

## Historia
Fram till 1800-talets mitt var Helsingborg en småstad och man hade inget riktigt sjukhus i staden. Istället använde man ett av de före detta landtullhusen på Långvinkelsgatan som epidemisjukhus. Ett förslag om nytt sjukhus kom 1849, men istället köpte man upp Norra badhuset och drev där sjukvård i samband med badverksamheten. 1858 fick staden sitt första riktiga lasarett vid Himmelriksgränden efter initiativ av stadsläkaren Fritz Netzler.
Efter kommunalreformen 1862 och skapandet av Malmöhus läns landsting, som övertog ansvaret för sjukvården, beslutades att ett länslasarett skulle byggas i Helsingborg. Detta uppfördes på Tornvången år 1878-79 efter ritningar av Mauritz Frohm och utökades redan 1885 då stadens befolkning ökade allt snabbare. På 1920-talet utökades området igen med flera nya byggnader i anknytning till Lasarettet, t.ex. ett "Barnbördhus" och en "Kirurgisk avdelning".
På 1960-talet togs beslut om att riva det gamla lasarettet och bygga ett nytt och större i form av ett stort centralt block som samlar all verksamhet under  samma tak, enligt den tidens modell.

Konung Gustaf VI Adolf dog på Helsingborgs lasarett den 15 september 1973.

## Byggnader
- Centralblocket på Helsingborgs lasarettområde uppfördes 1975 efter ritningar av Bo Strömbeck, Carlbonde Christiansson och  Hugo van Lunteren på Sten Samuelsons arkitektkontor i Lund. Byggnaden är på totalt 100 000 kvadratmeter och består av en undre kvadratisk del på två våningar och ett sex våningar högt centralkomplex med fyra flyglar formade i ett kors med mjukt avrundade innerhörn. Fasaderna består av skelettliknande betongelement som ligger framför den indragna huvudfasaden och bildar därmed loftgång och balkong. Våningarna är benämnda med plan S, sutterängplanet med markplan söderut, längst ner, plan E för entréplanet med huvudentrén norrut och därefter våningarna 2-5. Under centralblockets sutterängplan, plan S, finns två källarplan. Dessa källarplan är benämnda plan 08 och plan 06, och kan nås via vissa hissar och trappor. Plan 08 är speciellt på så sätt att takhöjden är dubbel för att man ska kunna bygga ytterligare våningsplan i krigstid.

- Banckska sjukhuset låg öster om centralblocket och tillkom som barnsjukhus efter en donation från familjen Banck. Det var en funktionalistisk byggnad uppförd 1944 i mörkt helsingborgstegel, ritad av arkitekt Arnold Salomon-Sörensen. Byggnaden revs 2009 för att ge plats för en framtida utbyggnad av lasarettet.[2]

- Olympiahuset, tidigare Kirurgiska kliniken, är beläget nordost om centralblocket och är en nyklassicistisk byggnad i brunt helsingborgstegel och svart glaserat taktegel i brant takfall. Byggnaden ritades av Arnold Salomon-Sörensen och uppfördes 1925. I denna byggnad avled kung Gustaf VI Adolf den 15 september 1973.

- Margaretahuset, är beläget norr om centralblocket och är liksom Olympiahuset en nyklassicistisk byggnad i brunt helsingborgstegel och svart glaserat taktegel i brant takfall..